# Calluga euryzona
Calluga euryzona là một loài bướm đêm trong họ Geometridae.